# ماثيو جب
ماثيو جب مواليد 1958 (بالإنجليزية: Matthew Jebb)‏ هو عالم نبات إيرلندي.